# Улянівка (Білоцерківський район)
Уля́нівка — село в Україні, у Сквирській міській громаді Білоцерківського району Київської області. Населення становить 32 особи.

## Населення

### Мова
Розподіл населення за рідною мовою за даними перепису 2001 року:
| Мова       | Кількість | Відсоток |
| ---------- | --------- | -------- |
| українська | 31        | 96.88%   |
| російська  | 1         | 3.12%    |
| Усього     | 32        | 100%     |